# Sesamol
Sesamolul (1,3-benzodioxol-5-ol) este un compus organic, fiind regăsit în compoziția semințelor de susan și a uleiului de susan. Este un derivat fenolic al 1,3-benzodioxolului și un solid alb, cristalin. Poate fi obținut din heliotropină.
Sesamolul pare să aibă efect antioxidant, prevenind degradarea uleiurilor. Prevenirea degradării uleiurilor se poate datora și efectului antifungic pe care îl prezintă compusul.